# Konfederacija
Konfederacija ili državni savez je na međunarodnom ugovoru osnovana veza više država sa svrhom da se zajednički ostvare određeni ciljevi. Konfederacija je obično prijelazni oblik političkog uređenja. Konfederacije teže pretvaranju u federaciju ili raspadu.

## Obilježja
Konfederacija je savez neovisnih, suverenih država, stvoren na osnovi međunarodnog ugovora, u svrhu jedinstvenog rješavanja nekih pitanja od zajedničkog interesa.
Konfederacijom se ne stvara nova država, već suverene države u konfederaciji ostaju i dalje samostalni međunarodnopravni subjekti. Prema tome, konfederativna vlast je izvedena iz suverene vlasti država članica (na kojima i dalje ostaje suverenost). Države članice pristaju prenijeti određena suverena prava na konfederaciju.
Konfederacija ima barem jedno stalno zajedničko tijelo, koje joj daj privid državnosti, to je najčešće konfederativna skupština. Time se konfederacija razlikuje od običnog političkog saveza. Konfederativna skupština nije nikakav državni organ. Ona je sastavljena od delegata država članica, i zapravo je vrlo slična međunarodnoj konferenciji. 
Odluke koje donose konfederativna tijela nisu automatski obvezne za građane država članica, nego one tek postaju obvezne kad ih države članice usvoje, tj. kad ih ozakone na način propisan njihovim vlastitim propisima. Taj postupak posebnog usvajanja konfederativne odluke u interni propis države članice naziva se inartikulacija. Prema tome, ne postoji izravna vlast konfederativnih tijela nad građanima država članica konfederacije.
Nadležnost tijela konfederacije ograničena je zaključenim konfederativnim ugovorom, i smije se kretati samo u granicama dopuštenim tim ugovorom.  Redovito, konfederacija nema jedinstvenu vojsku, poreze, državni proračun niti državljanstvo. U konfederaciji je jedinstvena samo ona djelatnost radi koje je osnovana.

## Povijesni primjeri konfederacija
- Nizozemska od 1580. do 1795.
- SAD od 1778. do 1787.
- Švicarska od 1291. do 1798. i od 1815. do 1848.
- Njemački Savez od 1815. do 1866.

## Razlikovanje konfederacije i federacije
Relativno čvrsto i određeno razlikovanje federacije i konfederacije razrađeno je u njemačkoj doktrini 19. stoljeća, koja je pokušala unijeti reda u miješanje pojmova i različite prosudbe na tom području. Još su tvorci američkog Ustava različito upotrebljavali izraze konfederacija i federacija. Naime, u ranijoj doktrini upravo je prefiks «con» (sa) označavao čvršći oblik veze između država. Rani "konfederalisti" u Americi bili su upravo oni koji su se zalagali za stvaranje čvršćeg saveza. Jednako u Švicarskoj, koja se i danas službeno naziva konfederacijom, konfederalisti su se zalagali za jedinstvenu državu. Tek je kasnije prihvaćeno da se federalistima u Americi nazivaju pristaše novog ustava i čvršćeg oblika unije među državama članicama federacije, dok su se protivnici, koji su se zalagali za prava država i lokalnih samouprava, nazivali "anti-federalistima". Održavanje podjele zasnovano je na poteškoćama definiranja konfederativne, odnosno federativne prirode pojedinih konkretnih državnih zajednica, zahvaljujući različitosti primjene pojedinih ustavnih institucija u ustavima, gdje se najčešće nalazi određeni stupanj miješanja elemenata koji se smatraju konfederativnim, s elementima koji su svojstvo federativnih ustava, ali i ustava unitarnih država.
No, u pravnoj teoriji razlikovanje je relativno jasno izvedeno, i temelji se na tri kriterija:
1. pravni temelj zajednice
To je pravni akt kojim je utemeljena određena državna zajednica. Kod konfederacije to je ugovor međunarodnog prava. Temeljni akt federacije je ustav federacije. Međunarodni ugovor, koji je temelj konfederacije, može se mijenjati samo pristankom svih članica, ali svaka država ima trajno pravo istupiti iz konfederacije po svojoj odluci. Federativni se ustavi u većini mijenjaju odlukom tijela federacije, ali se često zahtijeva odobrenje (ratifikacija) određenog broja (ili svih) članica federacije. Ustav SFRJ iz 1974. godine zahtijevao je suglasnost svih republika i autonomnih pookrajina za svaku svoju izmjenu. Odlučivanje na temelju suglasnosti država članica značajka je konfederacije, ali ga nalazimo i u federacijama (postoje i obratni primjeri). No, najvažnije je da su konstitutivni dijelovi koji čine konfederaciju, isključivo države članice, dok su to u federaciji i države i građani. Pravo na odcjepljenje država članica značajka je konfederacija, ali ga jamče i ustavi nekih federacija, kao što je bio Ustav Sovjetskog Saveza iz 1977. i Ustav SFRJ iz 1974. godine.
2. pravni odnos tijela zajednice prema građanima
U konfederaciji nema pravnog odnosa između tijela konfederacije i građana, državljana zemalja obuhvaćenih savezom. Konfederacija nema izvršna tijela, a odluke konfederativnih tijela ne obvezuju građane sve dok ne budu unesene u zakonodavstvo država članica. Građani nemaju neposrednog dodira s tijelima konfederacije, već samo države članice i njihova tijela. Sastavni dijelovi federacije su i države članice i građani. U skladu s diobom vlasti, tijela federacije u sklopu na njih prenesenog djelokruga, pravne reguliraju odnose, te mogu neposredno izvršavati zakone i druge odluke koje donose.
3. status udruženih država u međunarodnom pravu
Konfederacija nije subjekt međunarodnog prava, te u međunarodnim odnosima države članice nastupaju samostalno. Federacija je, pak, subjekt međunarodnog prava i istupa u međunarodnim odnosima kao cjelina.

## Lista povijesnih konfederacija
- Švicarska (1291.-)
- Sjedinjene Američke Države(1781. – 1788.)
- Njemačka (1806. – 1871.)
  - Rajnska konfederacija (1806. – 1813.)
  - Njemačka konfederacija (1815. – 1866.)
  - Sjevernonjemačka konfederacija (1867. – 1871.)
- Konfederacija Američkih Država, (1861. – 1865.)
- Unija Afričkih Država (1961. – 1963.)
- Senegambija (1982. – 1989.)
- Srbija i Crna Gora (2003. – 2006.)

## Poveznice
- Složene države
- Federacija